# Rio Awakari

O rio Awakari é um rio do distrito da Costa Oeste ("West Coast") da Ilha do Sul na Nova Zelândia. É um afluente do rio Waitakere (ou rio Nilo).